# ジュリ・インクスター
ジュリ・インクスター（Juli Inkster、出生名ジュリ・シンプソン (Juli Simpson)、1960年6月24日 - ）はカリフォルニア州サンタクルーズ出身のアメリカ合衆国の女子プロゴルファー。1983年からLPGAツアーに参戦し、メジャー大会7勝を含む通算31勝をあげている。

## アマチュア時代
インクスターはハーバー高校とサンノゼ州立大学に通い、1979年、1981年、1982年にオールアメリカン (All-American) となった。また1979年から1981年までオールNor-Cal、1981年にはSJSUアスリート・オブ・ザ・イヤーとなり、サンノゼスポーツ殿堂のメンバーになった。1980年から1982年まで全米女子アマチュアゴルフ選手権に3連勝し、1982年に勝利を収めたカーティスカップアメリカチームのメンバーにもなった。

## プロ転向後
LPGAツアーでメジャー7勝を含む通算31勝をあげたインクスターは、LPGA生涯獲得賞金ランキングでも上位に入っている（2009年9月時点で4位）。インクスターは1983年から2006年までの24年間の内、16のシーズンでトーナメントに優勝しているが、1度も賞金女王になる事はできなかった。最高位は1999年の2位と1986年・2002年の3位であった。
彼女は1992年・1998年・2000年・2002年・2003年・2005年・2007年・2009年にソルハイムカップアメリカチームのメンバーとしてプレーした。通算で18ポイントをあげており、2009年現在、同大会のアメリカチームにおける最多勝利選手である。2007年、パット・ハーストと共に女子ワールドカップの代表として出場し2位になった。1999年、女性スポーツ財団 (The Women’s Sports Foundation) からスポーツウーマン・オブ・ザ・イヤーに選出された。2000年に世界ゴルフ殿堂入り。
インクスターはルイーズ・サグス、ミッキー・ライト、パット・ブラッドリーに次いで「キャリア・グランドスラム」を達成した4人目の女性である。2001年からメジャーに昇格した全英女子オープンでは2006年の4位タイが最高位で、スーパー・グランドスラム（キャリア・グランドスラムを達成し、尚かつ2000年以前のデュモーリエ・クラシックと2001年以後の全英女子オープン双方に勝利を収めた選手。カリー・ウェブのみが達成）は成し遂げていない。

## LPGAツアーの優勝歴
通算31勝。太字はメジャートーナメント大会。
- 1983年：セーフィコ・クラシックの1勝
- 1984年：ナビスコ・ダイナ・ショア大会、デュモーリエ・クラシックの2勝
- 1985年：レディ・キーストン・オープンの1勝
- 1986年：ケンパー・オープン、マクドナルド選手権、レディ・キーストン・オープン、アトランティック・シティLPGAクラシックの4勝
- 1988年：クレスター・クラシック、アトランティックシティ・クラシック、セーフィコ・クラシックの3勝
- 1989年：クレスター・クラシック、ナビスコ・ダイナ・ショア大会の2勝
- 1991年：ベイ・ステート・クラシックの1勝
- 1992年：JAL・ビッグ・アップル・クラシックの1勝
- 1997年：サムスン世界選手権の1勝
- 1998年：サムスン世界選手権の1勝
- 1999年：ウェルチ/サークルK選手権、ロング・ドラッグス・チャレンジ、全米女子オープン、全米女子プロゴルフ選手権、セーフウェイLPGAゴルフ選手権の5勝
- 2000年：ロング・ドラッグス・チャレンジ、全米女子プロゴルフ選手権など3勝
- 2001年：エレクトロラックスUSA選手権の1勝
- 2002年：チック・フィラ・チャリティ選手権、全米女子オープンの2勝
- 2003年：エビアン・マスターズ、LPGAコーニングクラシックの2勝
- 2006年：セーフウェイ・インターナショナルの1勝

## LPGAツアー以外の優勝
- 1986年：JCペニー・クラシック (JCPenney Classic - トム・プルツァー (Tom Purtzer) と共に)
- 1996年：ダイナースクラブ・マッチ（ドッティー・ペッパーと共に）
- 1997年：ダイナースクラブ・マッチ（ドッティー・ペッパーと共に）
- 1999年：ダイナースクラブ・マッチ（ドッティー・ペッパーと共に）
- 2000年：ヒュンダイ・チーム・マッチ（ドッティー・ペッパーと共に）
- 2004年：ウェンディーズ・3ツアー・チャレンジ (Wendy's 3-Tour Challenge - クリスティ・カー、グレース朴と共に)

## LPGAメジャー大会の成績
| トーナメント                   | 1978 | 1979 | 1981 | 1982 | 1983 | 1984 | 1985 | 1986 | 1987 | 1988 | 1989 |
| ------------------------------ | ---- | ---- | ---- | ---- | ---- | ---- | ---- | ---- | ---- | ---- | ---- |
| ナビスコ・ダイナ・ショア大会 † | ...  | ...  | ...  | ...  | DNP  | 1    | T19  | T5   | T17  | T12  | 1    |
| 全米女子プロゴルフ選手権       | DNP  | DNP  | DNP  | DNP  | DNP  | T7   | T25  | T3   | T9   | T61  | T65  |
| 全米女子オープン               | T23  | CUT  | CUT  | T29  | DNP  | T27  | CUT  | T69  | T40  | T8   | DNP  |
| デュモーリエ・クラシック       | ...  | DNP  | DNP  | DNP  | DNP  | 1    | T43  | T22  | T39  | T16  | DNP  |

| トーナメント                 | 1990 | 1991 | 1992 | 1993 | 1994 | 1995 | 1996 | 1997 | 1998 | 1999 | 2000 |
| ---------------------------- | ---- | ---- | ---- | ---- | ---- | ---- | ---- | ---- | ---- | ---- | ---- |
| ナビスコ・ダイナ・ショア大会 | T11  | T30  | 9    | T40  | DNP  | T16  | T19  | T16  | T24  | 6    | T17  |
| 全米女子プロゴルフ選手権     | CUT  | 9    | 9    | T65  | T14  | T47  | T5   | T53  | T16  | 1    | 1    |
| 全米女子オープン             | CUT  | CUT  | 2    | T39  | T18  | T37  | T34  | T14  | CUT  | 1    | T23  |
| デュモーリエ・クラシック     | CUT  | T36  | 3    | T52  | CUT  | 3    | T12  | T5   | T14  | 3    | T5   |

| トーナメント               | 2001 | 2002 | 2003 | 2004 | 2005 | 2006 | 2007 | 2008 | 2009 | 2010 |
| -------------------------- | ---- | ---- | ---- | ---- | ---- | ---- | ---- | ---- | ---- | ---- |
| クラフト・ナビスコ選手権 † | T15  | T19  | T11  | T28  | 7    | 5    | DQ   | T58  | CUT  | CUT  |
| 全米女子プロゴルフ選手権   | T15  | T4   | T37  | T6   | T13  | T34  | T21  | DNP  | T44  | T62  |
| 全米女子オープン           | T12  | 1    | 8    | T58  | T38  | 6    | CUT  | CUT  | T26  | CUT  |
| 全英女子オープン ^         | CUT  | CUT  | T41  | T25  | T15  | T4   | T33  | T14  | CUT  | T21  |

† 現在シェブロン選手権として知られているこのトーナメントは1999年までナビスコ・ダイナ・ショア大会であった。2000年にナビスコ選手権になり、2002年から14年まではクラフト・ナビスコ選手権であり、2015年から2020年まではANAインスピレーション選手権の名称で開催され、2021年より現在の名称となった。

^全英女子オープンは 2001年からデュモーリエ・クラシックの代わりにLPGAメジャー大会に昇格した。

DNP = 出場せず

CUT = 予選落ち

WD = 棄権

DQ = 失格

... = メジャー大会ではなかった

"T" = 複数の選手と順位を分け合った（タイ）

グリーン地は優勝、黄色地はトップ10入りを表している。